# 桂文都
桂 文都（かつら ぶんと）は、上方落語の名跡。当代は7代目であり、月亭文都（つきてい ぶんと）を名乗る。
- 初代桂文都 - 不詳
- 二代目月亭文都  - 当該項目で記述
- 三代目桂文都 - 当該項目で記述
- 四代目桂文都 - 本項にて記述
- 桂文都 - 後∶九代目土橋亭里う馬・正式に五代目として襲名していないが六代目以降はこれを五代目として数えて襲名している
- 六代目立川文都 - 当該項目で記述・七代目立川談志一門のため亭号は「立川」とした
- 七代目月亭文都 - 当代

四代目 桂 文都（1894年 - 1945年5月25日）は、本名∶梅川 正三郎。

## 経歴
3代目文都の実子で、大正初期に父の門下となる。都司男の名で反対派に所属、1916年頃に2代目玉輔と改名。このころ、父の属していた三友派に移籍し、若手の勉強会「つぼみ会」などに出演していた。
1922年に大八会に移籍。このころから上方落語が凋落期に入り、動向が分からなくなるが、昭和初期に大阪を離れて各地を廻っていたころ、1925年ごろに4代目文都を襲名、後に東京で漫才に転向し妻を相方に「梅川玉輔・梅奴」となった、1944年3月10日または5月25日に東京大空襲で亡くなった。『落語系圖』には「文鈐」（「文鈴」の誤植か?）の名で記されているが、その襲名順は不明。
父と同じく大酒飲みとして知られた。SPレコードに『動物園』を玉輔時代に吹き込んだものが残されている。その他にも『味噌蔵』や、父親譲りの『子別れ』『立ち切れ線香』も高座に掛けていた。